# Epifagus virginiana
Epifagus · Épifage de Virginie
Genre
Espèce
Epifagus virginiana, l’Épifage de Virginie, unique représentant du genre Epifagus, est une espèce de plantes nord-américaines de la famille des Orobanchaceae et connue comme étant un parasite de Fagus grandifolia (le hêtre à grandes feuilles).

## Description
Epifagus virginiana est une plante herbacée avec tige dressée (longue de 15 à 60 cm) qui se ramifie ; d'une couleur pâle rosée ou brunâtre ; elle ne produit pas de feuilles, mais possède des petites écailles. Les fleurs (longues de 8 à 10 mm) sont de deux types, situées dans le haut et le bas des tiges, toutes deux sessiles : dans le bas, les fleurs sont cléistogames et fertiles ; dans le haut, les fleurs sont ouvertes et stériles. Le bas des tiges est enflé de façon à former un bulbe qui se ramifie dans de multiples directions, ce sont les organes qui se fixent aux racines du hêtre à grandes feuilles pour en extraire de la sève. Le cycle vital annuel des épifages est relativement court, apparaissant à la fin de l'été et au début de l'automne.  

## Habitat et répartition
La présence de l'épifage de Virginie est liée à l'aire de répartition du hêtre à grandes feuilles ; généralement dans des sols drainés ou moyennement humides d'érablières ainsi que dans les provinces maritimes. Elle est présente dans l'Est du Canada et l'Est des États-Unis ainsi que dans le Nord-Est du Mexique.

## Dénomination
Ce taxon porte en français le nom vernaculaire ou normalisé suivant : Épifage de Virginie.

## Systématique

### GenreEpifagus
Le nom correct complet (avec auteur) de ce taxon est Epifagus Nutt..
Epifagus a pour synonymes :
- Leptamnium Raf.
- Mylanche Wallr.

### EspèceEpifagus virginiana
Le nom correct complet (avec auteur) de ce taxon est Epifagus virginiana (L.), Barton.
L'espèce a été initialement classée dans le genre Orobanche sous le basionyme Orobanche virginiana L..
Epifagus virginiana a pour synonymes :
- Epifagus americana Nutt.
- Epifagus virginiana f. atropurpurea Pease
- Epifagus virginiana f. pallida Weatherb.
- Epifagus virginiana f. virginiana
- Epifagus virginiana var. rauana Austin
- Epifagus virginianus f. atropurpureus Pease
- Epifagus virginianus var. rauana Austin
- Epiphejus americanus (Nutt.) Walp.
- Leptamnium virginianum (L.) Raf.
- Mylanche virginiana (L.) Wallr.
- Orobanche virginiana L.
- Orobanche virginica Hill